# Barbara Fazio
Barbara Fazio (San Paolo, 3 febbraio 1929 – San Paolo, 23 marzo 2019) è stata un'attrice brasiliana.

## Biografia
Italobrasiliana con radici calabresi, Barbara Fazio iniziò il suo percorso artistico nel 1946, a 17 anni, venendo scoperta dal regista e sceneggiatore Walter George Dürst che la scelse per la lettura di poesie in un programma di Rádio Cultura. I due nel 1950 si sposarono. Barbara fu quindi diretta dal marito nei pionieristici spettacoli di teleteatro brasiliano, trasmessi da TV Tupi.  
Al suo debutto cinematografico, datato 1954,  venne invece scritturata dal regista italiano Luciano Salce, che le dette un ruolo nella sua pellicola Floradas na serra . Nei successivi tredici anni divise i suoi impegni tra grande schermo e palcoscenico.
Nel 1968 lavorò nella sua prima telenovela, O Feijão e o Sonho, salvo poi riprendere a recitare in teatro.
Vinse per due volte il prestigioso Troféu APCA: nel 1978 per il ruolo svolto nel film thriller As Três Mortes de Solano e nel 1983 per quello interpretato nella pellicola drammatica Doce delirio, dove fu una delle due protagoniste.
Dal 1980 apparve di nuovo nelle telenovelas. Fu attrice protagonista in una produzione Bandeirantes, A Filha do Silêncio, per poi sostenere ruoli di personaggi secondari ma comunque rilevanti: si ricordano Terre sconfinate, Figli miei, vita mia e Os ossos do barão, sceneggiata dal marito, che si spense poco dopo (1997). Questo grave lutto indusse l'attrice a ritirarsi. 
Barbara Fazio morì novantenne nel 2019. 

## Vita privata
Dal suo matrimonio nacquero un maschio e una femmina, Marcelo ed Ella.

## Filmografia

### Cinema
- Floradas na serra, regia di Luciano Salce (1954)
- O Sobrado, regia di Walter George Durst e Cassiano Gabus Mendes (1956)
- Fronteiras do Inferno, regia di Walter Hugo Khouri (1959)
- Adultério à Brasileira, regia di Pedro Carlos Rovai (1969) - (episodio 'A Assinatura')
- A Herança, regia di Ozualdo Ribeiro Candeias (1970)
- As Gatinhas, regia di Astolfo Araujo (1970)
- Um Anjo Mau, regia di Roberto Santos (1971)
- Meus Homens, Meus Amores, regia di José Miziara (1978)
- Damas do Prazer, regia di Antonio Meliande (1978)
- As Três Mortes de Solano, regia di Roberto Santos (1978)
- Doce Delírio, regia di Manoel Paiva (1983)
- O Vigilante, regia di Ozualdo Ribeiro Candeias (1992)

### Televisione
- TV de Vanguarda – serie TV, 8 episodi (1953-1954)
- Grande Teatro Tupi – serie TV, 5 episodi (1956)
- Teledrama – serie TV, episodi 3x31-3x36-4x02 (1957-1958)
- O Feijão e o Sonho – serie TV (1969)
- Coração Alado – serie TV (1980)
- Terre sconfinate (Terras do Sem-Fim) – serie TV, 1 episodio (1981)
- A Filha do Silêncio – serie TV, 125 episodi (1982-1983)
- Figli miei, vita mia (Meus Filhos, Minha Vida) – serie TV, episodio 1x01 (1984)
- Anarchici grazie a Dio (Anarquistas Graças a Deus) – miniserie TV (1984)
- Memórias de um Gigolô – miniserie TV, 20 episodi (1986)
- Brega & Chique – serie TV (1987)
- Despedida de Solteiro – serie TV, episodio 1x01 (1992)
- Tocaia Grande – serie TV (1995)
- Os ossos do barão – serie TV (1997)